# Пятый Константинопольский собор
Пятый Константинопольский собор; IX Вселенский собор — поместный собор Православной церкви в Константинополе в мае — августе 1351 года, подведший итог многолетней богословской полемике и политической борьбе в Византии: собор утвердил как православное богословие исихазма архиепископа Фессалоникийского Григория Паламы и осудил его оппонентов — Варлаама Калабрийского и других. Все поместные Православные церкви принимают решения этого собора, а в греческих православных церквах он де-факто рассматривается как вселенский.

## Предыстория
После Второго Лионского собора 1274 года римско-католическая церковь и православные церкви формально объединились посредством унии. Однако унии противостояла подавляющая часть византийского общества и клира. В контексте противостояния проуниатских и антиуниатских партий в XIV веке в среде православных христиан возникли так называемые «исихастские споры». Эти споры велись вокруг вопроса о природе Божественного света, а также о подлинности духовного опыта этого Света, переживаемого подвижниками благочестия. Наиболее значимым фигурой этих споров и защитником православного учения о «нетварности» Божественного света стал святогорский монах и впоследствии Солунский архиепископ святитель Григорий Палама.
В 1331 году святитель пошёл на гору Афон и уединился в скиту святого Саввы, возле Лавры преподобного Афанасия. В 1333 году он был назначен игуменом Есфигменского монастыря в северной части Святой Горы. Около 1330 года в Константинополь из Калабрии приехал учёный монах Варлаам. Вскоре Варлаам поехал на Афон, познакомился там с укладом духовной жизни исихастов и, на основании богословского учения о непостижимости существа Божия, объявил их учение исихастов еретическим заблуждением. Варлаам вступил в спор с монахами и пытался доказать «тварность» Фаворского Света, при этом он не стеснялся поднимать на смех рассказы монахов о молитвенных приёмах и о духовных озарениях. Григорий Палама защищал учение о «нетварности» Фаворского Света. Он изложил свои доводы в богословском труде «Триады в защиту святых исихастов» (1338) и в философском трактате «Олицетворение». К 1340 году афонские подвижники с участием святителя Григория заключили общий ответ на обвинения Варлаама — так называемый «Святогорский Томос».

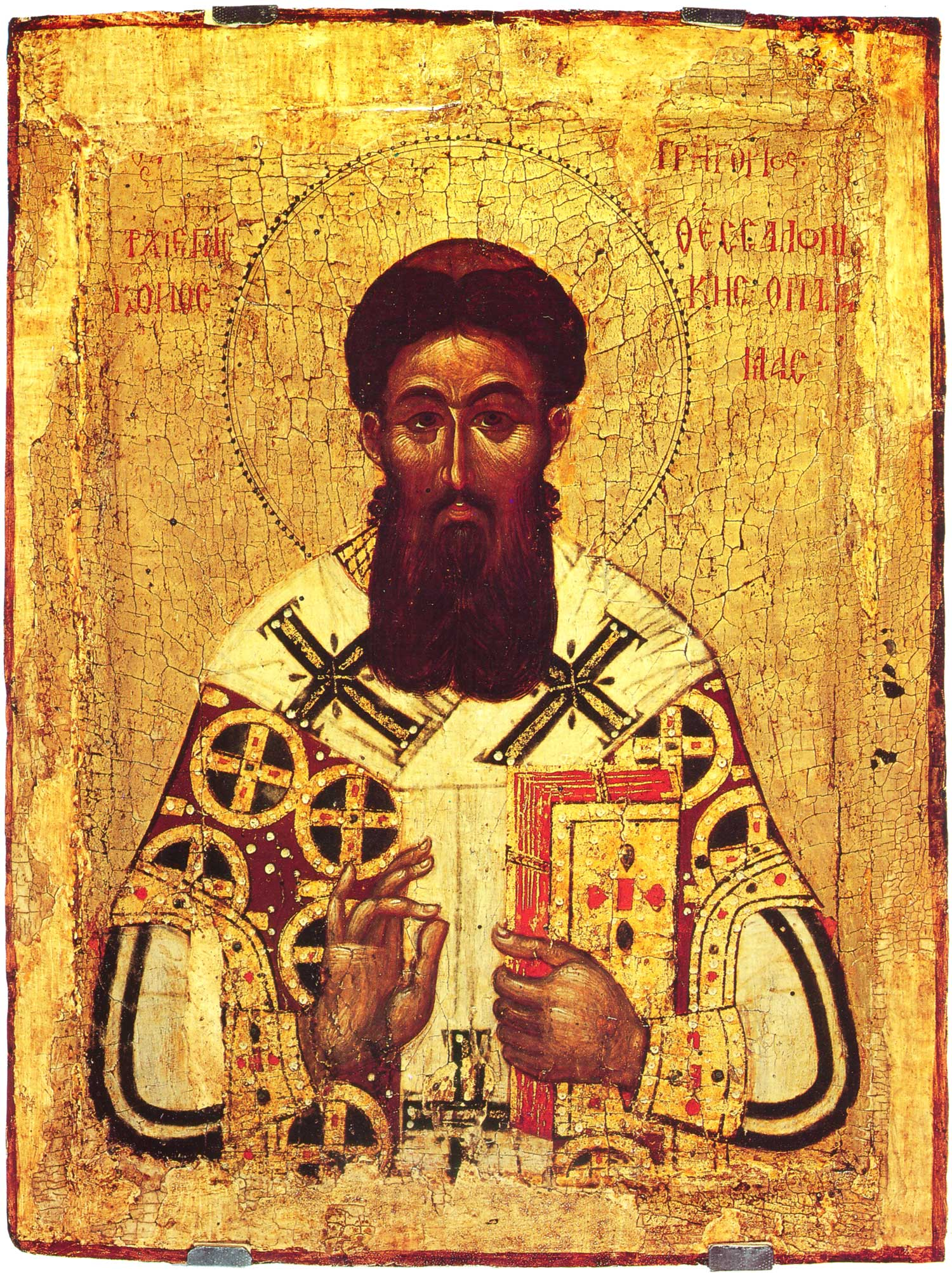
Святитель Григорий Палама. Защитник исихазма. (Русская икона)

В 1341 году в храме Святой Софии на заседании состоялся диспут святителя Григория Паламы с Варлаамом Калабрийским, касающийся природы Фаворского Света.
27 мая 1341 года Собор принял положения святителя Григория Паламы о том, что Бог, непостижимый в Своей Сущности, являет Себя в таких энергиях, как Фаворский свет, которые обращены к миру и доступны восприятию человека, но являются не сотворёнными.
Хотя учение Варлаама было осуждено как ересь, и сам он предан анафеме, споры между паламитами и их противниками не закончились. К антипаламитам принадлежали прежний сторонник Паламы в его споре с Варлаамом болгарский монах Акиндин, философ Никифор Григора и патриарх Иоанн XIV Калека (1333—1347), к ним склонялся и Андроник III Палеолог (1323—1341). Митрополит Киевский и всея Руси Феогност, получив решение Константинопольского собора 1341 года с изложением учения о «нетварной» сути Фаворского света, не согласился с этим учением и написал по этому поводу многочисленные письма к Константинопольскому патриарху и епископам.
Акиндин выступил с трактатами, в которых защищал видения образов и ликов, а не только нетварного света, и объявлял святителя Григория и афонских монахов — его сторонников — виновниками церковных смут. Святитель Палама написал подробное опровержение домыслов Акиндина. Но несмотря на это, патриарх отлучил святителя от Церкви (1344) и подверг тюремному заключению, которое продолжалось три года. В 1347 году, когда Иоанна XIV на патриаршем престоле сменил Исидор (1347—1349), святитель Григорий Палама был освобождён и возведён в сан архиепископа Солунского.

## Собор 1351 года
В заседаниях 1351 года под председательством патриарха Каллиста во Влахернском дворце было засвидетельствовано, что учение святителя Григория православно. Соборный томос собора 1351 года, бывший, вероятно, произведением митрополита Ираклийского Филофея, в августе был подписан императором Иоанном Кантакузиным. Молодой император Иоанн V Палеолог, не бывший в Константинополе во время собора, подписал Томос позже, вероятно, в феврале-марте 1352 года. 
Дополнительно к Томосу 1351 года были составлены «Главы против Варлаама и Акиндина», включенные в Синодик в Неделю православия.
По окончании собора патриархи Каллист, а затем Филофей начинают сбор материалов для канонизации Григория Паламы; около 1367 года патриарх Филофей благословляет его местное почитание на Афоне и составляет свой «Энкомий», а на соборе 1368 года устанавлено и общецерковная память святителя во второе воскресенье Великого поста.